# HD199970
HD199970 — хімічно пекулярна зоря спектрального класу B8, що має видиму зоряну величину в смузі V приблизно  8,6.
Вона  розташована на відстані близько 1152,5 світлових років від Сонця.

## Пекулярний хімічний склад
Зоряна атмосфера HD199970 має підвищений вміст 
Si
.